# Stachowo (powiat piaseczyński)
Stachowo – wieś w Polsce położona w województwie mazowieckim, w powiecie piaseczyńskim, w gminie Lesznowola. 
Wieś wchodzi w skład sołectwa Mroków.
W latach 1975–1998 miejscowość należała administracyjnie do województwa warszawskiego.
Wieś składa się z trzech ulic – Karasia, Sadowej oraz Gruntowej. W okolicy Stachowa znajdują się liczne zbiorniki wodne.